# 楚库尔法布里卡站
楚库尔法布里卡站是里加-叶尔加瓦铁路上的一个火车站，位于叶尔加瓦的市郊，该车站建于1928年。